# Головина, Раиса Викторовна
Раи́са Ви́кторовна Головина́ (28 декабря 1987 года, Сыктывкар) — российская лыжница, многократный призёр Сурдлимпийских игр, многократная чемпионка мира. Заслуженный мастер спорта России.

## Награды и спортивные звания
- Благодарность Президента Российской Федерации (8 апреля 2015 года) — за выдающийся вклад в повышение авторитета Российской Федерации и российского спорта на международном уровне и высокие спортивные достижения на XVIII Сурдлимпийских зимних играх 2015 года[2].
- Заслуженный мастер спорта России (2007).